# Frannie
Frannie è un centro abitato (town) degli Stati Uniti d'America, situato a cavallo fra le contee di Big Horn e di Park nello Stato del Wyoming. Nel censimento del 2000 la popolazione era di 209 abitanti.

## Geografia fisica
Secondo i rilevamenti dell'United States Census Bureau, la località di Frannie si estende su una superficie di 1,1 km², tutti occupati da terre.

## Popolazione
Secondo il censimento del 2000, a Frannie vivevano 209 persone, ed erano presenti 54 gruppi familiari. La densità di popolazione era di 187,4 ab./km². Nel territorio comunale si trovavano 85 unità edificate. Per quanto riguarda la composizione etnica degli abitanti, il 93,30% era bianco, l'1,44% era nativo, lo 0,48% proveniva dall'Asia, lo 0,96% apparteneva ad altre razze e il 3,83% a due o più. La popolazione di ogni razza ispanica corrispondeva al 4,31% degli abitanti.
Per quanto riguarda la suddivisione della popolazione in fasce d'età, il 33,5% era al di sotto dei 18, l'8,6% fra i 18 e i 24, il 24,4% fra i 25 e i 44, il 23,0% fra i 45 e i 64, mentre infine il 10,5% era al di sopra dei 65 anni di età. L'età media della popolazione era di 33 anni. Per ogni 100 donne residenti vivevano 88,3 uomini.